# Ga Jinseong
Ga Jinseong là ga đường sắt nằm trên Tuyến Gyeongjeon ở Hàn Quốc.